# Giro di Toscana 1963
Il Giro di Toscana 1963, trentasettesima edizione della corsa, si svolse il 24 marzo su un percorso di 260 km, con partenza a Sesto Fiorentino e arrivo a Firenze. Fu vinto dall'italiano Vito Taccone della Lygie davanti ai connazionali Vittorio Adorni e Imerio Massignan.

## Ordine d'arrivo (Top 10)
| Pos. | Corridore            | Squadra        | Tempo    |
| ---- | -------------------- | -------------- | -------- |
| 1    | Vito Taccone         | Lygie          | 6h42'46" |
| 2    | Vittorio Adorni      | Cynar-Frejus   |          |
| 3    | Imerio Massignan     | Legnano        |          |
| 4    | Marino Fontana       | San Pellegrino |          |
| 5    | Vendramino Bariviera | Carpano        |          |
| 6    | Giuseppe Fezzardi    | Cynar-Frejus   |          |
| 7    | Luigi Sarti          | Salvarani      |          |
| 8    | Battista Babini      | Salvarani      |          |
| 9    | Antonio Bailetti     | Carpano        |          |
| 10   | Vittorio Casati      | Legnano        |          |